# 田辺一乃
田辺 一乃（たなべ かずの、1962年8月1日 - ）は、講談協会に所属する講談師。本名∶菊入 和子。

## 経歴
國學院大學卒業。
2004年9月、田辺一鶴に入門。2006年5月、前座となり「一乃」を名乗る。「一乃」の名は「一人前の講談師の数のうちに入るように」という願いと、当時大河ドラマでやっていた山内一豊から師匠一鶴が命名した。
2010年2月に二ツ目昇進するが、4月に師匠の田辺一鶴が逝去したことに伴い田辺一邑門下へ移籍。
2019年4月、真打昇進。

## 芸歴
- 2004年9月 - 田辺一鶴に入門[1]。
- 2006年5月 - 前座となる、前座名「一乃」[1]。
- 2010年
  - 2月 - 二ツ目昇進[1]。
  - 4月 - 一鶴逝去に伴い田辺一邑門下へ移籍[1]。
- 2019年4月 - 真打昇進[1]。